# 23 листопада
23 листопада — 327-й день року (328-й у високосні роки) у григоріанському календарі. До кінця року залишається 38 днів.

## Свята і пам'ятні дні

### Міжнародні
- Міжнародний день акварелі.

### Національні
- Грузія: День Святого Георгія, покровителя Грузії (неробочий день)
- Японія: День подяки за працю (неробочий день)
- Греція: День Геродота
- Казахстан: День дорожньої поліції.
- Литва: День воїнів. (1918)

### Професійні
- Бразилія: День інженера-електрика.
- Португалія: День інженера.

### Релігійні
Православ'я:
- Святителя Амфілохія, єпископа Іконійського
- Святителя  Григорія, єпископа  Акрагантійського
- Мучеників Сисинія, єпископа  Кизицького, і Феодора Антіохійського.
- Благовірного князя Олександра Новгородського (Невського), в схимі Олексія.

## Іменини
✝  Католицькі:
✙ Православні: Амфілохій, Григорій, Теодор, Олександр, Олексій.
 Буддизм:
 Індуїзм:
 Бахаїзм:

## Події
- 1708 — РПЦ з політичних міркувань піддала анафемі українського гетьмана Івана Мазепу.
- 1917 — Олександр Немітц направив телеграму Генеральному Секретарю військових справ УНР про визнання флотом влади УНР.
- 1938 — Карпатська Україна отримала автономію у складі Чехословацької республіки.
- 1956 — перший день змагань XVI Олімпіади в Мельбурні (Австралія).
- 1994 — під час експедиції спортсменів альпіністського клубу «Одеса» в Гімалаї встановлено прапор України на вершині Чоґорі К2 (8611 метрів).
- 1996 — офіційне закінчення першої російсько-чеченської війни. Тодішній президент Росії Борис Єльцин підписав указ про виведення близько 6 тисяч російських військового контингенту з території Чеченської Республіки Ічкерія.
- 2003 — внаслідок Революції троянд у Грузії Едуард Шеварнадзе подав у відставку.
- 2007 — почала роботу Верховна Рада України 6-го скликання, обрана після дострокового розпуску ВРУ 5-го скликання.
- 2022 — Росія була визнана країною «Спонсором Тероризму»

## Народились

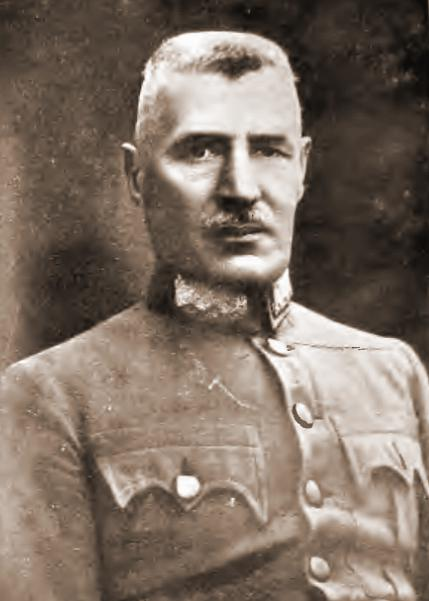
Антін Кравс (1919)

Дивись також Категорія:Народились 23 листопада
- 912 — Оттон I Великий, перший імператор (з 962) Священної Римської Імперії
- 1527 — Лі Чжи, один з найоригінальніших і найсуперечливіших мислителів китайського середньовіччя, історик, письменник і літературний критик періоду занепаду династії Мін.
- 1804 — Франклін Пірс, 14-й президент США, (1853—1857).
- 1837 — Ян Дидерик ван дер Ваальс, нідерландський фізик, лауреат Нобелівської премії з фізики в 1910.
- 1858 — Марія Башкирцева, французька художниця українського походження, майстер жанрового живопису.

- 1871 — Антін Кравс, український військовий діяч, генерал-четар УГА
- 1876 — Мануель де Фалья, іспанський композитор.
- 1883 — Хосе Клементе Ороско, мексиканський художник і графік, один з головних новаторів в галузі монументального живопису XX століття.
- 1887 — Генрі Мозлі, британський фізик, один з основоположників рентгенівської спектроскопії та ствердження концепції атомного номера у фізиці і хімії.
- 1896 — Віктор Косенко, український композитор і піаніст.
- 1903 — Олександр Івченко, український авіаконструктор; член АН УРСР; керівник розробки поршневих, пізніше турбореактивних двигунів для багатьох типів літаків.
- 1919 — Стросон, Пітер Фредерік, британський філософ, представник аналітичної філософії.
- 1927 — Гай Матісон Девенпорт, американський письменник, перекладач, поет, есеїст, художник. Перша збірка оповідань Гая Девенпорта «Татлін!: Шість історій» («Tatlin!: Six Stories») з ілюстраціямі автора вийшла в 1974.
- 1933 — Кшиштоф Пендерецький, сучасний польський композитор, диригент, педагог.
- 1935 — Володимир (Сабодан), предстоятель УПЦ (МП); †2014.
- 1992 — Майлі Сайрус, поп-співачка;

## Померли

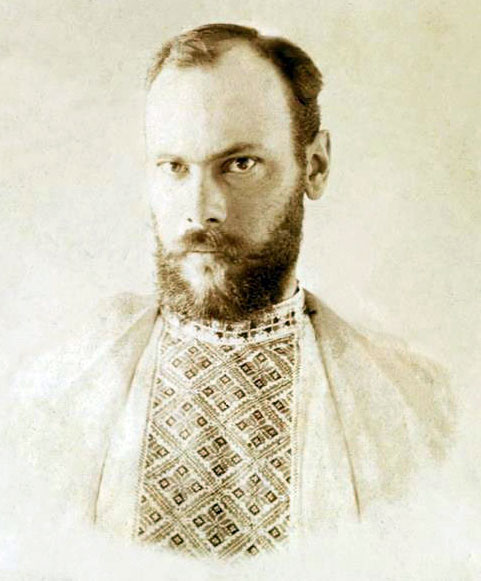
Олексій Бекетов

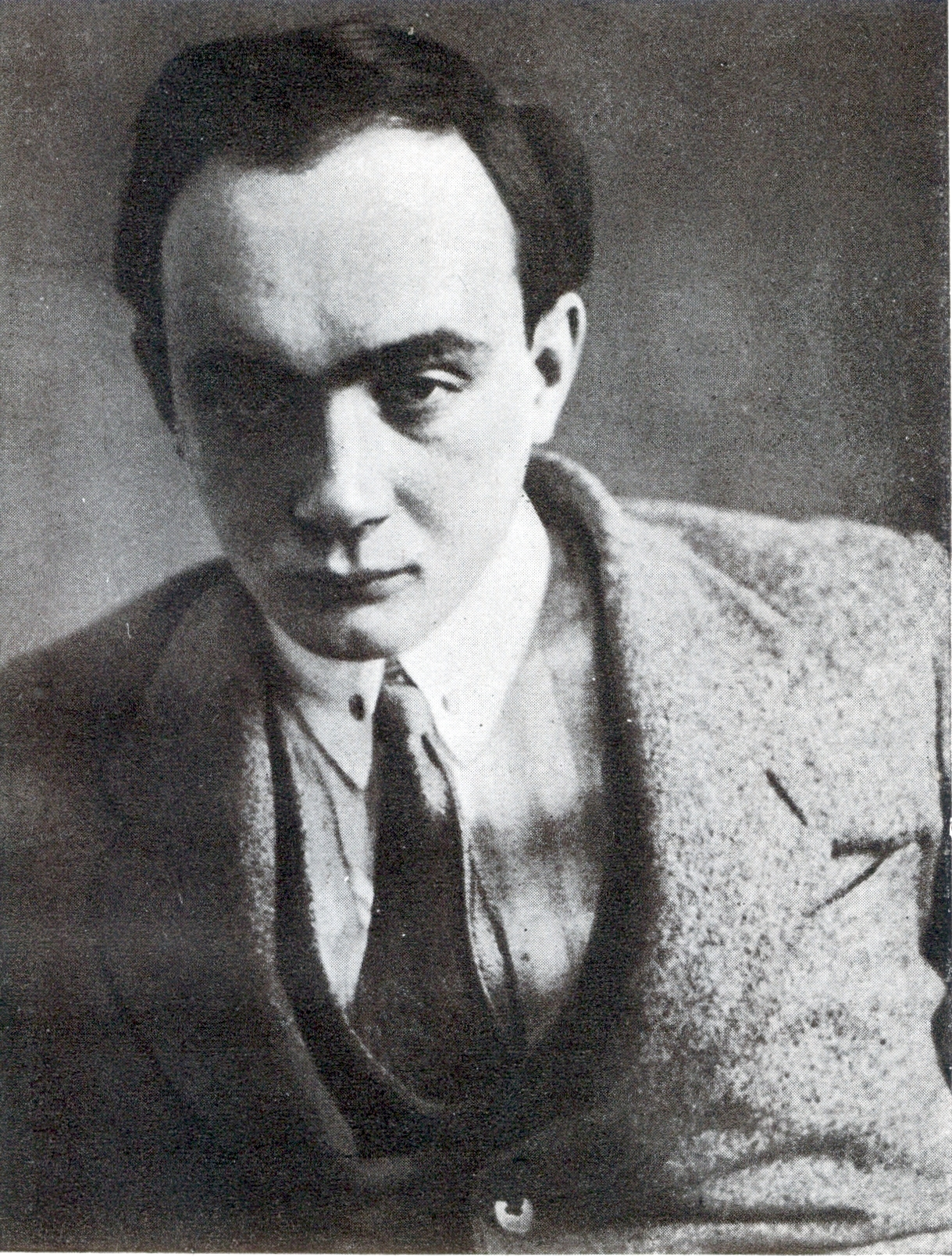
Микола Бажан

Дивись також Категорія:Померли 23 листопада
- 1227 — Лешко I Білий, польський князь з династії П'ястів (1186–1227).
- 1572 — Аньйоло Бронзіно, видатний італійський художник доби маньєризму.
- 1682 — Клод Лоррен, французький живописець і гравер, лотарингець за походженням, один з найбільших майстрів пейзажного живопису доби бароко.
- 1826 — Йоганн Елерт Боде, німецький астроном.
- 1919 — Микола Євшан, український літературний критик.
- 1942 — Бекетов Олексій Миколайович, український архітектор і педагог. Син засновника фізико-хімічної науки Миколи Бекетова, зять Олексія Алчевського.
- 1946 — Спілліарт Леон, бельгійський художник-символіст.
- 1983 — Микола Бажан, український письменник, філософ, громадський діяч, перекладач, поет, академік.
- 1990 — Роальд Дал, валлійський письменник норвезького походження, військовий герой.
- 1991 — Клаус Кінскі, німецький актор театру і кіно.
- 1995 — Луї Маль, французький кінорежисер, сценарист і продюсер.
- 2006 
  - Філіпп Нуаре, французький актор театру і кіно. Володар престижних світових кіновідзнак Фелікс та Сезар.
  - Олександр Литвиненко, колишній співробітник ФСБ Росії, автор книги «ФСБ взрывает Россию». Помер у лондонській лікарні після того, як його отруїли полонієм 210.
- 2012 — Ларрі Гегмен, американський актор, продюсер та режисер.
- 2017 — Веджіє Кашка, ветеранка кримськотатарського руху в Криму.